# Fabián Monzón
Luciano Fabián Monzón (Granadero Baigorria, 13 april 1987) is een Argentijns voormalig voetballer die doorgaans speelde als linksback. Tussen 2008 en 2025 was hij actief voor Boca Juniors, Real Betis, OGC Nice, Olympique Lyon, Fluminense, Catania, opnieuw Boca Juniors, Universidad de Chile, Tucumán, Mitre en Bonsucesso. Monzón maakte in 2009 zijn debuut in het Argentijns voetbalelftal en kwam uiteindelijk tot zeven interlandoptredens.

## Clubcarrière
Monzón speelde in de jeugdopleiding van Boca Juniors en debuteerde dan ook bij de Argentijnse topclub. In 2008 werd de verdediger doorgeschoven naar het eerste elftal van de club en hij maakte ook zijn debuut als professioneel voetballer. In het seizoen 2008/09 werd de linksback nog op huurbasis overgenomen door het Spaanse Real Betis, waarvoor hij zeventien maal uitkwam. Door zijn goede spel bij Betis veroverde hij een vaste basisplaats bij Boca. In 2011 verkaste Monzón naar OGC Nice in Frankrijk. Na één goede jaargang in de havenstad vertrok hij naar de topclub Olympique Lyon. Bij Lyon werd hij aangetrokken als vervanger van Aly Cissokho, die naar Valencia was vertrokken, maar verder dan vijf competitiewedstrijden voor Les Gones kwam de linksback niet.
Na een verhuurperiode bij Fluminense, werd Monzón in de zomer van 2013 voor circa drie miljoen euro gekocht door Catania. Hij tekende een vierjarige verbintenis in Italië. Het kalenderjaar 2015 bracht Monzón op huurbasis door bij zijn oude club Boca Juniors. Na afloop van deze verhuurperiode werd de Argentijnse verdediger overgenomen door Universidad de Chile. Na tweeënhalf jaar verliet Monzón de Chileense club. In 2019 tekende hij voor Tucumán. Twee jaar later vertrok hij daar. Na een jaar zonder club tekende Monzón voor Mitre. Na anderhalf jaar zonder club tekende Monzón in juli 2024 voor Bonsucesso. In januari 2025 besloot de Argentijn op zevenendertigjarige leeftijd een punt achter zijn actieve loopbaan te zetten.

## Interlandcarrière
Monzón debuteerde op 30 september 2009 in het Argentijns voetbalelftal, toen hij onder bondscoach Diego Maradona mocht meespelen tegen Ghana (2–0 overwinning). Monzón mocht in de basis beginnen en speelde de volledige negentig minuten mee tegen de Afrikanen.
| Interlands van Fabián Monzón voor Argentinië | Interlands van Fabián Monzón voor Argentinië | Interlands van Fabián Monzón voor Argentinië | Interlands van Fabián Monzón voor Argentinië | Interlands van Fabián Monzón voor Argentinië | Interlands van Fabián Monzón voor Argentinië | Interlands van Fabián Monzón voor Argentinië |
| №                                            | Datum                                        | Wedstrijd                                    | Uitslag                                      | Competitie                                   | Goals                                        |                                              |
| Als speler bij Boca Juniors                  | Als speler bij Boca Juniors                  | Als speler bij Boca Juniors                  | Als speler bij Boca Juniors                  | Als speler bij Boca Juniors                  | Als speler bij Boca Juniors                  | Als speler bij Boca Juniors                  |
| -------------------------------------------- | -------------------------------------------- | -------------------------------------------- | -------------------------------------------- | -------------------------------------------- | -------------------------------------------- | -------------------------------------------- |
| 1                                            | 30 september 2009                            | Argentinië – Ghana                           | 2 – 0                                        | Vriendschappelijk                            |                                              |                                              |
| 2                                            | 14 oktober 2009                              | Uruguay – Argentinië                         | 0 – 1                                        | WK 2010 kwalificatie                         |                                              |                                              |
| 3                                            | 26 januari 2010                              | Argentinië – Costa Rica                      | 3 – 2                                        | Vriendschappelijk                            |                                              |                                              |
| 4                                            | 10 februari 2010                             | Argentinië – Jamaica                         | 2 – 1                                        | Vriendschappelijk                            |                                              |                                              |
| 5                                            | 16 maart 2011                                | Argentinië – Venezuela                       | 4 – 1                                        | Vriendschappelijk                            |                                              |                                              |
| 6                                            | 20 april 2011                                | Argentinië – Ecuador                         | 2 – 2                                        | Vriendschappelijk                            |                                              |                                              |
| 7                                            | 25 mei 2011                                  | Argentinië – Paraguay                        | 4 – 2                                        | Vriendschappelijk                            |                                              |                                              |